# Hontanar
Hontanar település Spanyolországban, Toledo tartományban. Hontanar Los Navalmorales, Navahermosa, Menasalbas, San Pablo de los Montes, Retuerta del Bullaque, Navas de Estena és Los Navalucillos községekkel határos. Lakosainak száma 151 fő (2024).

## Népesség
A település népessége az utóbbi években az alábbiak szerint változott:
| Lakosok száma | 122  | 135  | 156  | 167  | 200  | 164  | 163  | 141  | 146  | 151  |
|               | 2001 | 2004 | 2007 | 2009 | 2012 | 2014 | 2017 | 2019 | 2022 | 2024 |